# Очекивана вредност
У теорији вероватноће, очекивана вредност (или математичко очекивање) дискретне случајне променљиве је збир вероватноћа за сваки исход помножен вредношћу тог исхода. Очекивана вредност представља просечну вредност која се очекује ако се случајни експеримент понови велики број пута. Треба имати у виду да сама очекивана вредност не мора бити међу вредностима које узима случајна променљива. Добијање очекиване вредности у појединачном експерименту може бити врло ретко, или чак немогуће.
На пример, при бацању шестостране нумерисане коцке, очекивана вредност је 3,5, што се добија као
{\displaystyle {\begin{aligned}\operatorname {E} (X)&=1\cdot {\frac {1}{6}}+2\cdot {\frac {1}{6}}+3\cdot {\frac {1}{6}}+4\cdot {\frac {1}{6}}+5\cdot {\frac {1}{6}}+6\cdot {\frac {1}{6}}\\[6pt]&={\frac {1+2+3+4+5+6}{6}}=3.5,\end{aligned}}}
а то наравно није један од могућих исхода.

## Историја
Идеја о очекиваној вредности настала је средином 17. века из проучавања такозваног проблема поена, који настоји да на правичан начин подели улог између два играча, који морају да окончају своју игру пре него што она ваљано завршена. idea of the expected value originated in the middle of the 17th century from the study of the so-called [[]], which seeks to divide the stakes in a fair way between two players, who have to end their game before it is properly finished. О овом проблему се расправљало вековима. Многи супротстављени предлози и решења су сугерисани током година од када је проблем Блезу Паскалу изнео француски писац и математичар аматер Шевалије де Мере 1654. Мере је тврдио да се овај проблем не може решити и да је то показивало колико је математика погрешна када дође до њене примене у стварном свету. Паскал, као математичар, био је испровоциран и одлучан да реши проблем једном заувек.
Почео је да расправља о проблему у чувеној серији писама Пјер де Ферму. Убрзо, обоје су независно дошли до решења. Задатак су решавали на различите рачунске начине, али су њихови резултати били идентични јер су њихова израчунавања била заснована на истом фундаменталном принципу. Принцип је да вредност будуће добити треба да буде директно пропорционална шанси да се она добије. Чинило се да је овај принцип дошао природно за обојицу. Били су веома задовољни чињеницом да су нашли суштински исто решење, а то их је заузврат учинило апсолутно увереним да су проблем решили на коначан начин; међутим, своје налазе нису објавили. О томе су обавестили само уски круг заједничких научних пријатеља у Паризу.
У књизи холандског математичара Кристијана Хајгенса, он је разматрао проблем тачака и представио решење засновано на истом принципу као и решења Паскала и Ферма. Хајгенс је 1657. објавио своју расправу (види Хајгенс (1657)) „De ratiociniis in ludo aleæ“ о теорији вероватноће непосредно након посете Паризу. Књига је проширила концепт очекивања додавањем правила за израчунавање очекивања у компликованијим ситуацијама од првобитног проблема (нпр. за три или више играча), и може се посматрати као први успешан покушај постављања темеља теорије вероватноће.
У предговору своје расправе, Хајгенс је написао:
Треба рећи, такође, да су се већ неко време неки од најбољих математичара Француске бавили овом врстом рачуна, тако да нико не би смео да ми приписује част првог проналаска. Ово не припада мени. Али ти научници, иако су једни друге стављали на искушење предлажући многа тешко решива питања, сакрили су своје методе. Стога сам морао да испитам и дубоко уђем у ову материју почевши од елемената, и из тог разлога ми је немогуће да потврдим да сам чак и пошао од истог принципа. Али коначно сам открио да се моји одговори у многим случајевима не разликују од њихових.—  Едвардс (2002)
Током своје посете Француској 1655. године, Хајгенс је сазнао за де Мереов проблем. Из његове преписке са Каркавином годину дана касније (1656), схватио је да је његов метод у суштини исти као и Паскалов. Стога је знао за Паскалов приоритет у овој теми пре него што је његова књига изашла у штампу 1657. године.
Средином деветнаестог века, Пафнутиј Чебишев је постао прва особа која је систематски размишљала у смислу очекивања случајних варијабли.

### Етимологија
Паскал и Хајгенс нису користили термин „очекивање“ у његовом модерном смислу. Хајгенс специфично пише:
Да било која Шанса или Очекивање да се добије било која ствар вреди управо толику Суму, коју би стекли у истој Шанси и Очекивању на поштеном бацању. ... Ако очекујем a или b, и имам једнаке шансе да их добијем, моје очекивање вреди (a+b)/2.
Више од сто година касније, 1814. године, Пјер-Симон Лаплас је објавио свој трактат „Аналитичка теорија вероватноће“, где је концепт очекиване вредности експлицитно дефинисан:
... ова предност у теорији случаја је производ очекиване суме путем вероватноће њеног добијања; то је делимични збир који би требало да настане када не желимо да ризикујемо догађај у претпоставци да је подела пропорционална вероватноћи. Ова подела је једина правична када се елиминишу све чудне околности; јер једнак степен вероватноће даје једнако право на суму којој се нада. Ову предност ћемо назвати математичком надом.

## Notations
Употреба слова E за означавање очекиване вредности датира још од В. А. Витворта 1901. године. Симбол је од тада постао популаран за енглеске писце. На немачком, E гласи „Erwartungswert“, на шпанском „Esperanza matemática“, а на француском „Espérance mathématique“.
Када се „Е“ користи за означавање очекиване вредности, аутори користе различите стилизације: оператор очекивања може бити стилизован као E (усправно), E (курзив) или {\displaystyle \mathbb {E} } (подебљано на табли), док се користе разне ознаке заграда (као што су E(X), E[X], и EX).
Још једна популарна нотација је μX, док се ⟨X⟩, ⟨X⟩av и {\displaystyle {\overline {X}}} обично користе у физици, и M(X) у литератури на руском језику.

## Математичка дефиниција
Као што је објашњено у наставку, постоји неколико контекстно зависних начина дефинисања очекиване вредности. Најједноставнија и оригинална дефиниција бави се случајем коначног броја могућих исхода, као што је бацање новчића. Са теоријом бесконачних серија, ово се може проширити на случај небројено много могућих исхода. Такође је веома уобичајено да се разматра посебан случај случајних променљивих које диктирају (комадно) непрекидне функције густине вероватноће, јер оне настају у многим природним контекстима. Све ове специфичне дефиниције могу се посматрати као посебни случајеви опште дефиниције засноване на математичким алатима теорије мере и Лебегове интеграције, који овим различитим контекстима дају аксиоматску основу и заједнички језик.
Свака дефиниција очекиване вредности може се проширити да дефинише очекивану вредност вишедимензионалне случајне променљиве, тј. случајног вектора X. Дефинисан је компонента по компонента, као E[X]i = E[Xi]. Слично, може се дефинисати очекивана вредност случајне матрице X са компонентама Xij са E[X]ij = E[Xij].
Уопштено, ако је {\displaystyle X\,} случајна променљива дефинисана простором вероватноће {\displaystyle (\Omega ,\Sigma ,P)\,}, тада је очекивана вредност за {\displaystyle X\,} (у ознаци {\displaystyle \operatorname {E} (X)\,}) дефинисана као:{\displaystyle \operatorname {E} (X)=\int _{\Omega }X\,\operatorname {d} P\ }, где се користи Лебегов интеграл. Немају све случајне променљиве очекиване вредности, јер интеграл не мора да постоји (на пример, Кошијева расподела).

### Случајне променљиве са коначно много исхода
Размотримо случајну променљиву X са коначном листом x1, ..., xk могућих исхода, од којих сваки (респективно) има вероватноћу p1, ..., pk да се догоди. Очекивање X је дефинисано као
{\displaystyle \operatorname {E} [X]=x_{1}p_{1}+x_{2}p_{2}+\cdots +x_{k}p_{k}.}
Пошто вероватноће морају да задовоље p1 + ⋅⋅⋅ + pk = 1, природно је тумачити E[X] као пондерисани просек вредности xi, са тежинама датим њиховим вероватноћама pi.
У посебном случају да су сви могући исходи једнако вероватни (тј. p1 = ⋅⋅⋅ = pk), пондерисани просек је дат стандардном аритметичком средином. У општем случају, очекивана вредност узима у обзир чињеницу да су неки исходи вероватнији од других.

## Очекиване вредности уобичајених дистрибуција
Следећа табела даје очекиване вредности неких уобичајених дистрибуција вероватноће. Трећа колона даје очекиване вредности како у облику који је непосредно дат дефиницијом, тако и у поједностављеном облику добијеном израчунавањем из ње. Детаљи ових прорачуна, који нису увек једноставни, могу се наћи у наведеним референцама.
| Расподела           | Нотација                                               | Средња вредност E(X) |
| ------------------- | ------------------------------------------------------ | --- |
| Бернулијева         | {\displaystyle X\sim ~b(1,p)}                          | {\displaystyle 0\cdot (1-p)+1\cdot p=p} |
| Биномна             | {\displaystyle X\sim B(n,p)}                           | {\displaystyle \sum _{i=0}^{n}i{n \choose i}p^{i}(1-p)^{n-i}=np} |
| Поасонова           | {\displaystyle X\sim \mathrm {Po} (\lambda )}          | {\displaystyle \sum _{i=0}^{\infty }{\frac {ie^{-\lambda }\lambda ^{i}}{i!}}=\lambda }                                                                                |
| Геометријска        | {\displaystyle X\sim \mathrm {Geometric} (p)}          | {\displaystyle \sum _{i=1}^{\infty }ip(1-p)^{i-1}={\frac {1}{p}}} |
| Униформна           | {\displaystyle X\sim U(a,b)}                           | {\displaystyle \int _{a}^{b}{\frac {x}{b-a}}\,dx={\frac {a+b}{2}}} |
| Експоненцијалне     | {\displaystyle X\sim \exp(\lambda )}                   | {\displaystyle \int _{0}^{\infty }\lambda xe^{-\lambda x}\,dx={\frac {1}{\lambda }}}                                                                                  |
| Нормална            | {\displaystyle X\sim N(\mu ,\sigma ^{2})}              | {\displaystyle {\frac {1}{\sqrt {2\pi \sigma ^{2}}}}\int _{-\infty }^{\infty }xe^{-(x-\mu )^{2}/2\sigma ^{2}}\,dx=\mu }                                               |
| Стандардна нормална | {\displaystyle X\sim N(0,1)}                           | {\displaystyle {\frac {1}{\sqrt {2\pi }}}\int _{-\infty }^{\infty }xe^{-x^{2}/2}\,dx=0}                                                                               |
| Парето              | {\displaystyle X\sim \mathrm {Par} (\alpha ,k)}        | {\displaystyle \int _{k}^{\infty }\alpha k^{\alpha }x^{-\alpha }\,dx={\begin{cases}{\frac {\alpha k}{\alpha -1}}&\alpha >1\\\infty &0\leq \alpha \leq 1.\end{cases}}} |
| Кошијева            | {\displaystyle X\sim \mathrm {Cauchy} (x_{0},\gamma )} | {\displaystyle {\frac {1}{\pi }}\int _{-\infty }^{\infty }{\frac {\gamma x}{(x-x_{0})^{2}+\gamma ^{2}}}\,dx} не недефинисано                                          |